# Věznice Horní Slavkov
Věznice Horní Slavkov leží na okraji katastru města Horní Slavkov v Karlovarském kraji. Byla založena v roce 1958. Vězni původně pracovali na stavbách v okolí, později ve dvou výrobních zónách v bezprostřední blízkosti objektu, dále ve strojírenských dílnách a na vnitřních pracovištích. Věznice je profilována pro výkon trestu odnětí svobody dospělých mužů, kteří spáchali závažnou trestnou činnost, a recidivistů s délkou trestu do 15 let, zařazených k výkonu trestu do věznice s ostrahou. Ve věznici se nachází též oddělení pro doživotně odsouzené vězně, kteří byli přeřazeni z režimu zvýšené ostrahy do ostrahy.
Ubytovací kapacita činí podle normy 728 míst. Ve věznici jsou zřízena oddělení pro výkon trestu s ostrahou s kapacitou 644 míst, specializované oddělení pro klienty s duševní poruchou a poruchou chování s kapacitou 48 míst a oddělení se zesíleným stavebně-technickým zabezpečením s kapacitou 36 lůžek. Průměrný počet lůžek na světnici je 10, nejvíce 14. Jednolůžkové světnice nejsou k dispozici, dvoulůžkových je 18. Ve věznici Horní Slavkov je plánovaný stav zaměstnanců 308. Z toho 118 zaměstnanců v pracovněprávním vztahu a 190 příslušníků.
Zaměstnávání odsouzených se uskutečňuje ve čtyřech formách:
- u cizích podnikatelských subjektů,
- v provozovně střediska hospodářské činnosti, kde se kompletují držáky trubek, okapové háky, reklamní a propagační materiály nebo se provádějí podobné jednoduché práce nenáročné na odbornou kvalifikaci,
- ve vnitřním provozu věznice, kam se vězněné osoby zařazují na jednotlivá pracoviště přispívající k plynulému chodu věznice a
- ve vzdělávacím kurzu a v terapeutických programech.

Hlavním principem programů zacházení s vězni je jejich vedení k osobní a společenské zodpovědnosti, posilování přesvědčení o nedotknutelnosti cizího majetku, podporování sebevědomí a sebeúcty, rozvoj pozitivních vlastností osobnosti a zabránění její degradaci. Zájmová činnost je zaměřena na seberealizaci a rozvoj zálib, manuálních schopností i fyzických dovedností. Vzdělávání odsouzených se uskutečňuje v pěti základních rovinách: dlouhodobé a krátkodobé vzdělávání, kurzy, speciální postupy a metody a extramurální programy.

## Seznam doživotně odsouzených v současnosti
- Ludvík Černý
- Jaroslav Stodola